# محمد اسماعیل آقاتبریزی مغازه
محمد اسماعیل آقا تبریزی مغازه از بازاریهای تبریزی بود، که در دوره نخست بعنوان نماینده تهران در مجلس شورای ملی حضور داشت.